# كيسي دومون
كيسي دومون (بالإنجليزية: Casey Dumont)‏ (25 يناير 1992 بسيدني في أستراليا - ) هي لاعبة كرة قدم أسترالية في مركز حراسة المرمى. شاركت مع منتخب أستراليا تحت 17 سنة لكرة القدم للسيدات ومنتخب أستراليا الوطني لكرة القدم للسيدات تحت 20 سنة ‏ ومنتخب أستراليا لكرة القدم للسيدات. أما مع النوادي، فقد لعبت مع Brisbane Roar FC (women) ‏ وسيدني إف سي ‏.

## وصلات خارجية
- كيسي دومون على موقع الاتحاد الدولي (مؤرشف)  (الإنجليزية)
- كيسي دومون على موقع الاتحاد الأوربي (الإنجليزية)
- كيسي دومون على موقع قاعدة بيانات كرة القدم.إي يو (الإنجليزية)
- كيسي دومون على موقع Soccerway.com (الإنجليزية)
- كيسي دومون على موقع عالم كرة القدم.نت (الإنجليزية)
- كيسي دومون على موقع أوليمبيديا (الإنجليزية)